# Vera Aceva
Vera Aceva-Dosta, née le 24 novembre 1919 à Oreovets (Prilep) et morte le 10 novembre 2006 à Skopje, est une communiste macédonienne, ayant participé à la Seconde Guerre mondiale en Yougoslavie. Elle est également une héroïne nationale en Macédoine.

## Entre deux guerres
Confrontée à une situation financière difficile, Aceva a dû cesser ses études après sa deuxième année de gymnasium et trouve un emploi dans l'industrie tabatière.
Aceva rejoint le mouvement ouvrier dès l'âge de seize ans. Elle devient membre de la Ligue des communistes de Yougoslavie au début des années 1940. En septembre de la même année, à la conférence provinciale, elle est élue membre du Comité régional de la Ligue des communistes de Yougoslavie pour la Macédoine. De septembre 1940 à novembre 1941, elle est secrétaire du comité local de Prilep .

## Seconde Guerre mondiale en Yougoslavie
Aceva est l'une des premières organisatrices du détachement de partisans de Prilep. Au début de 1942, elle travaille au sein de la Ligue des communistes de Yougoslavie à Skopje, puis comme instructeur du parti à Strumica, Bitola et Štip. En août 1943, elle devient commissaire du détachement de Shar et, le 11 novembre 1943, la première brigade macédonienne-kosovare est formée, Aceva est élue commissaire politique adjointe. Elle occupe ce poste jusqu'en janvier 1944, date à laquelle elle devient secrétaire politique du comité des troisième et quatrième districts de la Ligue des communistes de Macédoine  En août 1944, elle participe à la première session de l'Assemblée antifasciste pour la libération du peule Macédonien, au cours de laquelle elle est choisie dans son præsidium.

## Après la libération
Après la libération, Aceva occupe davamtages de postes de direction. En 1948, elle est maire de la ville de Skopje. Au cinquième congrès du Parti communiste de Yougoslavie en juillet 1948, elle est élue au Comité central de la Ligue des communistes de Yougoslavie  En mars 1949, lors de la reconstruction du gouvernement de la République populaire de Macédoine, elle est élue ministre de l'Agriculture. Elle est ensuite membre du Conseil exécutif fédéral, membre du Parlement dans plusieurs des convocations de la République populaire de Macédoine et de la République Fédérative Socialiste de Yougoslavie.
En 1960, Aceva entre en conflit avec le secrétaire du Parti communiste de Macédoine de l'époque, Lazar Koliševski, l'accusant d'avoir pris des décisions avec Vidoe Smilevski - Bato en dehors du Comité exécutif de la Ligue des communistes de Macédoine. Lors de la réunion du 18 octobre 1960, Aleksandar Rankovic vient de Belgrade et prend part en faveur de Koliševski. Aceva est forcée d'abandonner et déménage pour travailler à Belgrade.
En 1991, elle  publie le livre Lettre à Svetozar Vukmanovik - Tempo.